# الأترج المغربي

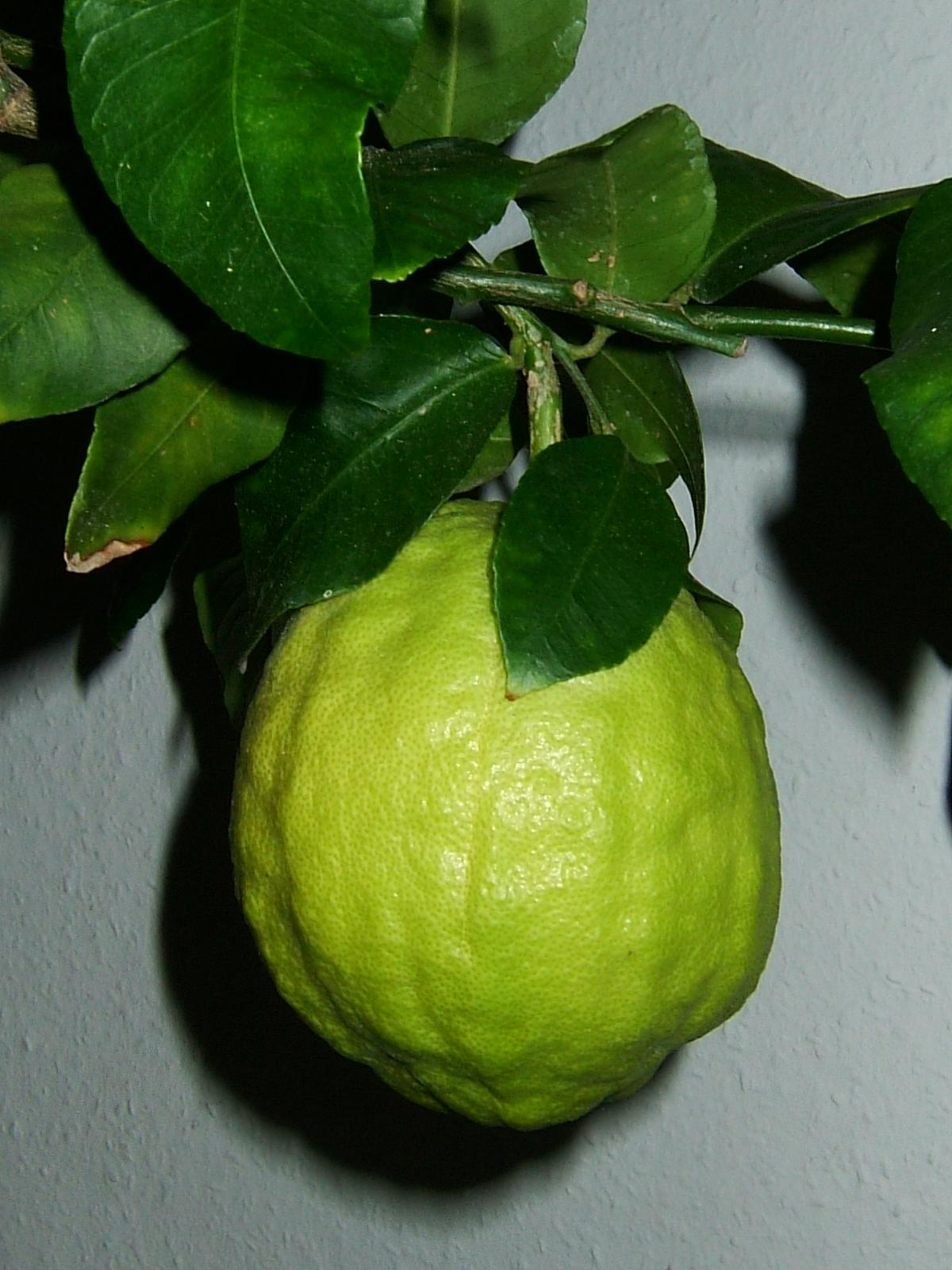

الأترج المغربي ( (بالعبرية: אֶתְרוֹג מָרוֹקָנִי‏) ) هو نوع حقيقي من الليمون الأصلي في منطقة الأسد بالمغرب ، والتي لا تزال حتى اليوم تمثل المركز الرئيس لزراعته .

## الأترج (الليمون) الحلو
لقد تم وصف الأترج المغربي من قبل البروفيسور المغربي هنري شابوHenri Chapot بأنه الليمون الحلو، أي أن لبه يحتوي على نسبة منخفضة من الحموضة. وقد اكتشف أن الحموضة في الليمون أو السيترون الأكثر شيوعًا، تتمثل باللون الأحمر على الغلاف الداخلي للبذور وتحديدًا على البقعة الكلازالية ، والتصبغ البنفسجي على الجانب الخارجي من زهرة الزهرة، وأيضًا في البراعم الجديدة ذات اللون الأرجواني المحمر. إن الأترج المغربي الخالي من الأحماض يفتقر تماما إلى اللون الأحمر. وقد استشهد بهذا كل من هربرت جون ويبر وليون ديكستر باتشيلور محرري الأطروحة الأساسية عن الحمضيات ، والخاصة بصناعة الحمضيات ، والتي نشرتها جامعة كاليفورنيا، ريفرسايد في عام 1967. 
وربما يمكن أن يرجع الفضل إلى شابوت باعتبار أنه أول من وصف هذا النوع من الليمون بالتفصيل، إلى جانب الرسوم التوضيحية للعديد من أشكال الفاكهة، وجميع خصائص الشجيرة والأوراق والأزهار. ويذكر أيضًا أن السترون الحقيقي في المغرب، والذي يُزرع بشكل تقليدي فقط في منطقة الأسد، وعن وصفه فهو مستطيل الشكل، وخالٍ من الحموضة وجاف إلى حد ما، يختلف كثيرًا عن الهجين المدور للسترون، وهو روب العرصة ، والذي يُزرع بشكل أكثر شيوعًا للطعام، وذلك في جميع أنحاء المغرب، وطعم هذا النوع حامضي وفاكهي إلى حد كبير. 
والنوع الآخر المعروف من الحمضيات الحلوة يسمى الحمضيات الكورسيكية .

## استخدام كـ إتروج
و التاريخ الدقيق لدخول هذا الصنف من الليمون حيز الاستخدام في الإيتروج غير معروف بالضبط. وبحسب اليهود المحليين ، فقد كان هذا الصنف معهم منذ أن تم نفيهم إلى المغرب بعد تدمير الهيكل الثاني . ومنذ ذلك الحين أصبح موضع احترام كبير من قبل جميع الحاخامات والمجتمعات في شمال أفريقيا ، ودون أي انقطاع أو جدال.  مع مرور الوقت، فقد تم قبوله أيضًا من قبل المجتمعات الأشكنازية في جميع أنحاء أوروبا . 

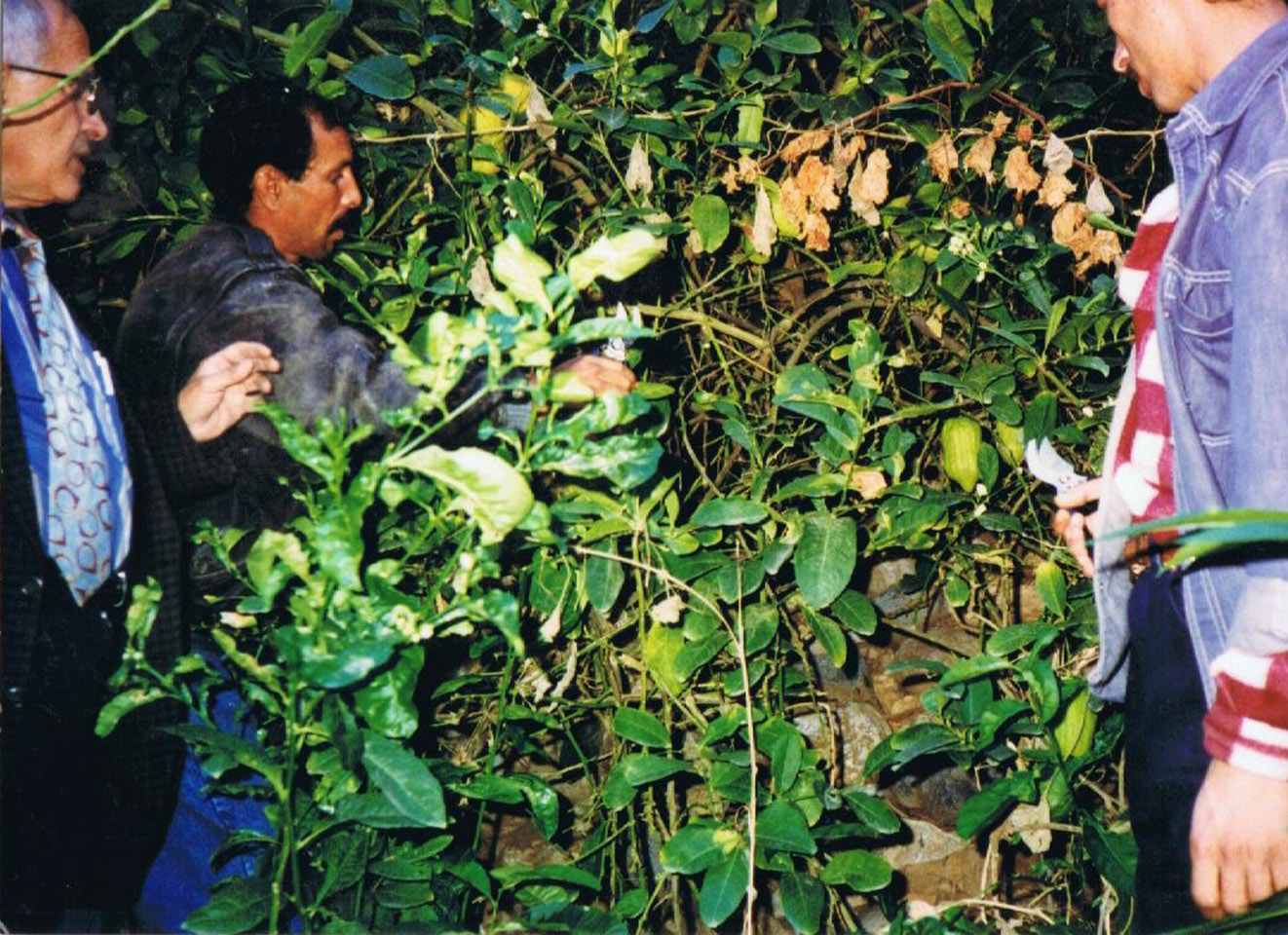
البربر في مزارعهم

### مكان الزراعة
ويمكن القول أن الموقع الدقيق لزراعة هذا الصنف من الليمون هو قرية أسادس في إقليم تارودانت ، وعلى بعد 100 كم من مدينة فاس. كم شرق أكادير ، كما ورد في العديد من المصادر الحاخامية والعلمانية.

### خالية من التطعيم
إن ثمار الأترج المطعمة لا تعد حلالًا لاستخدامها في طقوس عيد العرش اليهودي التوراتي، وذلك وفقًا للقوانين الدينية اليهودية ( الهلاخاه )،  ويفضل البعض البحث عن ثمار الاترج التي لم يتم تطعيم أي من أسلافها. 
في عام 1995م، تم تعيين البروفيسور إليعازر جولدشميت برفقة وفد من الحاخامات من قبل الحاخام يوسف شالوم إلياشيف من القدس ، إسرائيل ، وذلك من أجل التحقق مما إذا كان المغرب لا يزال في نفس حالة الكشروت ، وما إذا كان من الممكن العثور على أي إتروج مطعمة هناك. ولتحقيق ذلك طلب جولدشميت المساعدة من أستاذ البستنة المغربي، والذي يدعى محمد العثماني من أكادير.

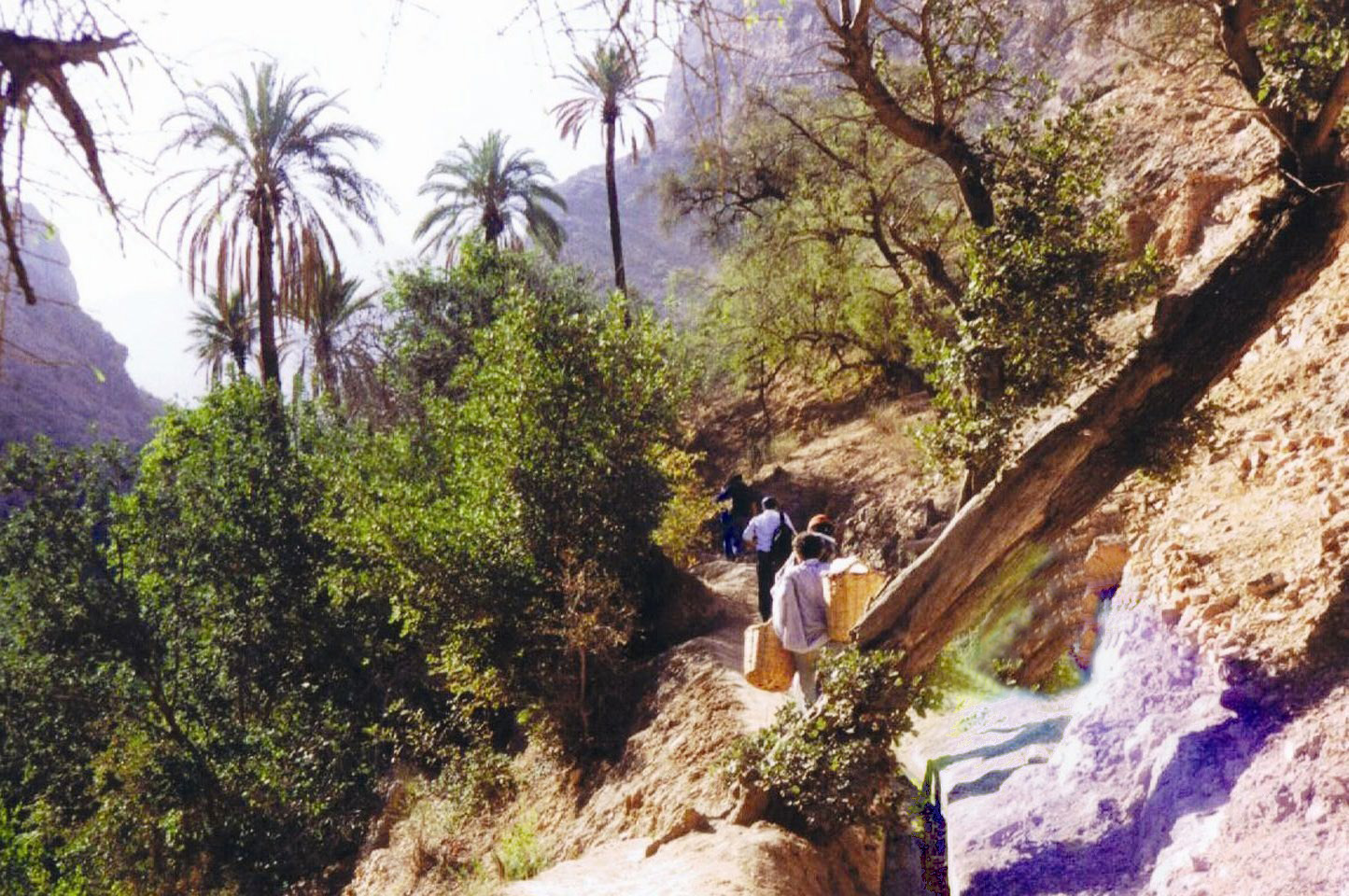
فلاحون بربر يتسلقون الجبل الشاهق في طريقهم إلى بساتينهم.

لقد صعدوا جميعًا إلى وادي الأطلس الصغير حيث هناك البربر المحليون الذين كانوا يزرعون شجر الأترج المغربي منذ قرون عديدة، وقد أعجبوا كثيرًا بالتقليد القديم الممارس هناك، حيث لم يجدوا شجرة أترج واحدة مطعمة .
وقد عرض الوفد الذي صعد إلى هناك ما توصل إليه على إلياشيف، والذي كان سعيدًا جدًا بتلك المعلومات التي تفيد بأن البرية المغربية لا تزال تقدم سلالة غير منقطعة من الإتروج غير المطعم.

### عدم وجود البذور
ومع ذلك، في عام 1960م، روى شراجا شلوماي Schraga Schlomai، وهو احد مزارعي الإتروج المشهور  مصائب جميع أنواع الإتروج المستخدمة بالإضافة إلى النوع الذي كان يزرعه، والذي ادعى أنه من نسل السيترون البلدي من أم الفحم .
أما فيما يتعلق بحمضيات الدياتون (يانوفا) والحمضيات اليونانية (كورفو)، فقد جادل وذلك استنادًا إلى الكتيب المقدم من شركاء سالانت، حيث أنه بما أن بعضها قد ثبت أنها مطعمة، فلا يجوز منح شهادة للباقي، حيث أنه من المستحيل تحديد ما إذا كانت الحمضيات غير المطعمة ليست من نسل الحمضيات المطعمة.

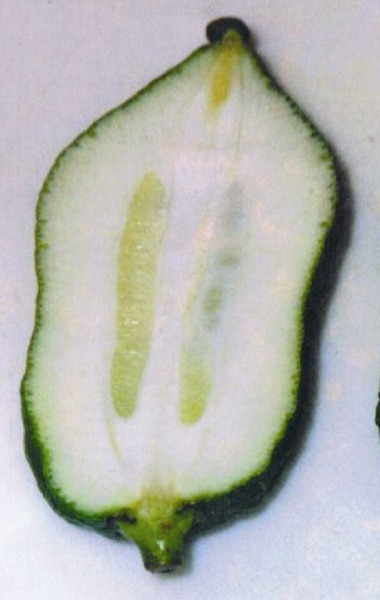
حبة سيترون مغربية مقطعة إلى نصفين بدون بذور (إتروج)

أما بالنسبة لأشجار الليمون المغربية واليمنية فقد جادل بأنه على الرغم من عدم اكتشاف أشجار مطعمة من هذه الأنواع على الإطلاق، إلا أنها غير صالحة، وذلك في ضوء التمايز عن الأنواع الأشكنازية. ويزعم أن الليمون المغربي معروف بعدم وجود بذور فيه، وكذلك اليمني لعدم وجود لب فيه، وكلاهما مختلفان كثيرًا في الشكل عن أنواع يانوفا التقليدية وإسروج الإسرائيلية. 

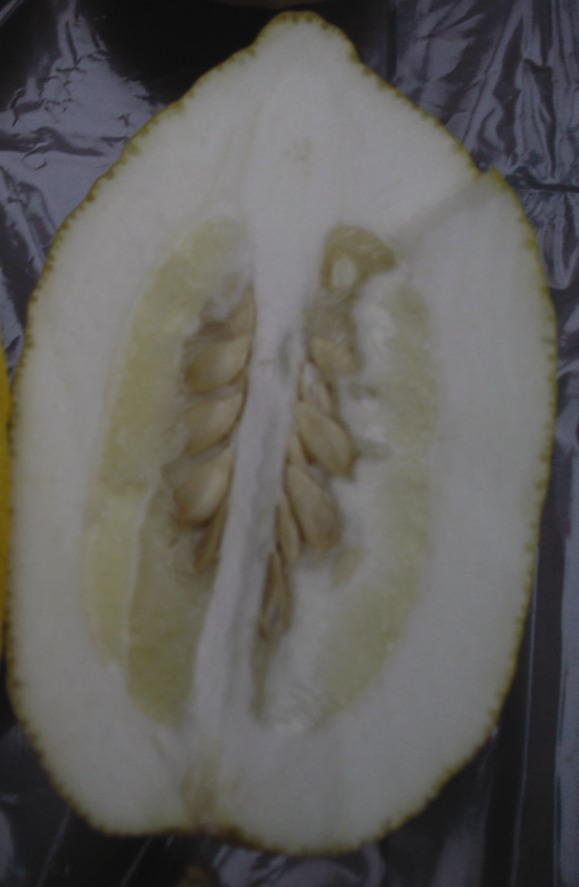
حبة سيترون مغربية ذات بذور عمودية

وفي عام 1980م، عندما تغيرت السوق في مدينة نيويورك بشكل كبير، وذلك لصالح الأتروج المغربي، قام الحاخام ييكوسيل يهودا هالبرستام ، حاخام كلاوسنبرجر بإعادة تعزيز ادعاءات شراجا شلوماي ونفذ حظراً على الاستخدام المغربي للأغراض الدينية.  وكان حكمه مبنياً على أن بعضها لا تحتوي على بذور، وبما أن كتاب "شريعة كنيست هاجيدولا" ( أوراش حاييم 648) يناقش الاتجاه الذي يجب أن تواجهه البذور لإثبات نقائها، فقد خلص إلى أن الليمون الأصلي يجب أن يكون دائماً مليئاً بالبذور.
بذور الليمون المغربي عندما تكون موجودة، تكون في الواقع متجهة رأسياً إلى أقصى حد كما هو مطلوب، ولا يمكن أن يكون عدم وجود البذور الجزئي نتيجة للتطعيم، حيث تم فحص الأشجار بالفعل عدة مرات  ، حيث أنها خالية تمامًا من أي تطعيم.

### النقاء الجيني
أما بالنسبة للتهجين الطبيعي والذي ربما حدث لأنواع معينة من الأتروج، والذي من المفترض أن يؤدي إلى العديد من التغيرات الجينية والمورفولوجية ، فمن غير المرجح تماماً خاصة في ضوء مقارنة الحمض النووي التي أجرتها الباحثة من جامعة كاتانيا ، إيطاليا إليزابيتا نيكولوسي ومعها مجموعة من الباحثين من جميع أنحاء العالم، حيث وجدوا أنه سيترون نقي تمامًا ومماثل للغاية لبقية الإيتروج الكوشر. 

## ملحوظات
1. ↑  Available online at The Citrus Industry نسخة محفوظة 2012-02-05 على موقع واي باك مشين., see title "Sugar or Acidless Oranges"
2. ↑  Un curieux cedrat Marocain (1950) Rev. Intl. Bot. Appl. Agr. Trop. 30:506–514. نسخة محفوظة 2021-04-27 على موقع واي باك مشين.
3. ↑  Website from North African Rabbi
نسخة محفوظة 2013-02-22 at Archive.is
4. ↑  HaLevanon 11 no 7 نسخة محفوظة 2008-10-02 على موقع واي باك مشين., page 2, Rabbi Yakov Ettlinger about Moroccan Etrog.
5. ↑  Aruch Hashulchan 648;27
نسخة محفوظة 2022-06-21 على موقع واي باك مشين.
6. ↑  Ethrog page on Citrus Variety Collection website نسخة محفوظة 2015-06-08 على موقع واي باك مشين.
7. ↑  who republished the "Pri Etz Hadar" booklet نسخة محفوظة 2008-04-10 على موقع واي باك مشين. that was originally authored by the Salant partners in 1962, see his introduction with the name "Davar el haKorei"
8. ↑  דבר אל הקורא, שרגא שלומאי, תשכ"ב
9. ↑  Letters of Shefa Chaim, Vol. 1 No. 34
10. ↑  "Search Authentic Citron". مؤرشف من الأصل في 2019-01-26. اطلع عليه بتاريخ 2014-07-22.